# Windwardside
Windwardside est un village de l'île néerlandaise de Saba dans les Petites Antilles. Ce village est reconnu comme étant le centre touristique de l'île où la plupart des hôtels, boutiques, restaurants et centres de plongée sous-marine sont établis. Il y a même un musée qui retrace l'histoire particulière de l'île.
Depuis 1958, une route relie les agglomérations de l'île entre elles.

## Patrimoine
- Le Musée Harry L. Johnson propose des expositions incluant des collections du XIXe et du début du XXe siècle, notamment des photographies d'époque de la royauté néerlandaise, le premier téléphone de Saba, un piano Steinway et un vieux four à roche, ainsi que des objets provenant des sites archéologiques amérindiens autour de l'île.
- Le Musée néerlandais de Saba, dont les collections conservent des antiquités néerlandaises uniques dans les Caraïbes, datées de 150 à 400 ans (miniatures, dentelles, tableaux, tapisseries persanes...).
- L'église catholique de la Conversion-de-Saint-Paul, construite en 1860.
- L'église anglicane de la Sainte-Trinité, construite en 1878.